# Miss Mundo 1951
Miss Mundo 1951 fue el 1.er certamen realizado por Miss Mundo, cuya final se realizó el 30 de agosto de 1950 en Lyceum Theatre, Londres, Reino Unido.

## Resultados
| Final Results   | Contestant                           |
| --------------- | ------------------------------------ |
| Miss Mundo 1951 | - Suecia - Kerstin Håkansson         |
| 1° Finalista    | - Reino Unido - Laura Ellison-Davies |
| 2° Finalista    | - Reino Unido - Doreen Gawney Dawne  |
| 3° Finalista    | - Francia - Jacqueline Lemoine       |
| 4° Finalista    | - Reino Unido - Aileen Pamela Chase  |

## Candidatas
- De otros países:
  -  Dinamarca - Lily Jacobson
  -  Estados Unidos - Annette Gibson
  -  Francia - Jacqueline Lemoine [1]
  -  Reino Unido
    - Ann Rosemary West (Ilford, England)
    - Brenda Mee (Derby, England)
    - Elaine M. Price (Bolton, England)
    - Fay Cotton (East Midlands, England)
    - Jean Sweeney (Liverpool, England)
    - Jean Worthe (Teddington, England)
    - Margaret Mills (Middleton, England)
    - Margaret Morgan (West Kirby, England)
    - Margaret Turner (Birmingham, England)
    - Marlene Ann Dee (Weston Road, England) (Miss Britain 1951, participó en MW 1952)
    - Mary McLaney (Clydebank, Scotland)
    - Maureen O’Neill (Palmers Green, England)
    - Nina Way (Edgware, England)
    - Norma Kitchen (Leeds, England)
    - Pat Cameron (Glasgow, Scotland)
    - Sydney Walker (Fleetwood, England)
    - Sylvia Wren (Dagenham, England)
    - Thelma Kerr (Belfast, Northern Ireland)

## Sobre los países en Miss Mundo 1951

### Crossovers
Miss Universo
- 1952:  Reino Unido - Aileen Chase

Miss Mundo
- 1952:  Reino Unido - Doreen Dawne
- 1952:  Reino Unido - Marlene Ann Dee
- 1953:  Reino Unido - Brenda Mee

Miss Europa
- 1949:  Reino Unido - Elayne Pryce
- 1953:  Reino Unido - Marlene Ann Dee (Primera finalista)